# Leges Liciniae Sextiae
Le leggi Licinie Sestie (in latino, Leges Liciniae Sextiae) furono un insieme di proposte, poi divenute leggi, avanzate dai tribuni della plebe Gaio Licinio Stolone e Lucio Sextio Laterano nel 367 a.C.

## Cause e origini
È il più importante e cruciale sviluppo della costituzione romana: al vertice dello Stato ci sono due consoli reintegrati completamente dopo l'abolizione dei tribuni militum consulari potestate, uno dei quali avrebbe dovuto essere plebeo (de consule plebeio). In realtà, dai dati in nostro possesso sembra piuttosto che la legge consentisse che uno dei due consoli fosse plebeo, ma non escludesse la possibilità che entrambi i magistrati fossero patrizi. 
Viene riservata ai patrizi la carica di pretore  (latino: praetor) che amministra la giustizia («qui ius in urbe diceret»). Viene istituita l'edilità curule. 
A seguito di gravi tumulti verificatisi tra patrizi e plebei furono emanate tali leggi che rappresentano il culmine di un lungo processo storico, definito rivoluzione della plebe. 

## Legge
Si ebbero tre rogazioni di queste leggi: 
- De aere alieno: che le usure pagate si computassero a diminuzione del capitale e che i debitori potessero soddisfare i loro creditori in tre rate annue uguali;
- De modo agrorum: che fosse vietato di possedere più di 500 iugeri di ager publicus e di far pascolare sui terreni pubblici più di 100 capi di bestiame grosso e 500 di minuto, e che ci si dovesse servire di una certa aliquota di lavoro libero. Tale disposizione ebbe in realtà fortune alterne, considerando che in epoca successiva a regolare nuovamente la materia fu emessa la lex Sempronia Agraria;
- De consule plebeio.

Quest'ultima, sicuramente la più importante, ha consentito la possibilità ai plebei di accedere al consolato. In seguito, poi, ad una insurrezione, nel 342 a.C. i plebei ottennero che uno dei due seggi del consolato, magistratura sino ad allora tipicamente patrizia, fosse riservato alla classe plebea. Al fine di compensare la perdita subita, ai patrizi fu riservata la magistratura del praetor minor con funzioni essenzialmente giurisprudenziali; si stabilì, altresì l'ammissione dei patrizi alla carica plebea degli aediles.
Parte della dottrina ha ritenuto che le leges Liciniae Sextiae nascondessero in realtà un vero e proprio accordo politico fra patrizi e plebei. Alla data di emanazione di dette leggi si riconduce convenzionalmente la fine del periodo arcaico della storia di Roma. Le leggi, scritte dopo la conquista da parte romana della città di Veio, sancirono che i territori di tale città venissero distribuiti tra la popolazione bisognosa, formando 4 nuove tribù. La legge stabiliva inoltre la quantità massima di terreno che un privato poteva occupare: 500 iugeri (circa 125 ettari). Pochi anni prima Brenno e i suoi Galli avevano distrutto la città di Roma e molti plebei si erano indebitati per ricostruire le proprie case. Si evince dalle leggi delle dodici tavole che il creditore poteva rendere schiavo il debitore ed anche ucciderlo, dunque molti plebei rischiavano di divenir schiavi. La legge prevedeva dunque che la cifra prestata fosse restituita in tre anni.